# 吉田喜代
吉田 喜代（よしだ きよ、1904年〈明治37年〉 - 2003年〈平成15年〉）は、日本の第45・48・49・50・51代内閣総理大臣である吉田茂の後妻（内閣総理大臣夫人）。

## 経歴
1904年（明治37年）に生まれる。「小りん」という名前で東京・新橋の新橋芸者であり、花柳流の名取もしていた。
後に夫となった吉田茂とは昭和のはじめに知り合った。吉田茂とは長く愛人関係にあったとされるが、1941年（昭和16年）に前妻の雪子が亡くなると、大磯の自邸（現：大磯城山公園）で同居を始めた。1944年（昭和19年）に正式に結婚。前妻の雪子との間には2男3女を儲けているが、喜代との間には子供はいなかった。1967年（昭和42年）秋の吉田没後は、度々インタビュー・回想談を申し込まれたが、夫の遺志により一切応じなかった。
2003年（平成15年）、死去。